# EMT 스퀘어드
주식회사 EMT 스퀘어드(일본어: 株式会社EMTスクエアード 가부시키가이샤 이에무티 스쿠에아도[*], 영어: EMT Squared Co.,Ltd.)는 EMT2라고도 불리며 2013년 7월 25일에 설립된 일본의 애니메이션 제작사이다.

## 작품

### 텔레비전 애니메이션
- 비색 코코아
- 쿠마미코
- 부남자 고교생활
- 냥코 데이즈
- 연애폭군
- URAHARA
- 아리스 or 아리스
- 백련의 패왕과 성약의 발키리
- 내 옆에 암흑파괴신이 있습니다.
- 곰 곰 곰 베어
- 치트 약사의 슬로 라이프 ~이세계에 만들자 드러그 스토어~
- 용사, 그만둡니다 ~다음 직장은 마왕성~
- 슛! Goal to the Future
- 용사 파티에서 추방된 비스트테이머, 최강종의 고양이귀 소녀와 만나다
- 곰 곰 곰 베어 펀치!
- 전생귀족의 이세계 모험록 ~자중을 모르는 신들의 사도~
- 이세계에서 복슬복슬을 쓰담쓰담하기 위해 노력 중입니다
- 종말 트레인은 어디로 향하나?
- 이세계 느긋한 기행 ~육아 하면서 모험가 합니다~
- 왕비 교육에서 도망치고 싶은 나
- 착각하는 공방주 ~영웅 파티의 전 잡무 담당이, 실은 전투 이외가 SSS 랭크였다는 흔히 있는 이야기~
- 어느 마녀가 죽을 때까지
- 볼파크에서 붙잡아줘!
- 마왕의 딸은 너무 친절해!!